# Donacoscaptes duomita
Donacoscaptes duomita là một loài bướm đêm trong họ Crambidae.